# Danh sách đĩa nhạc của Selena

## Album phòng thu
| Năm  | Album                                         | Vị trí cao nhất | Vị trí cao nhất | Vị trí cao nhất | Vị trí cao nhất | Vị trí cao nhất | Vị trí cao nhất | Vị trí cao nhất | Vị trí cao nhất | Vị trí cao nhất | Vị trí cao nhất | Chứng nhận                                                                                  | Doanh thu              |
| Năm  | Album                                         | U.S.            | CAN             | AUS             | UK              | FRA             | GER             | IRE             | NZ              | ITA             | JAP             | Chứng nhận                                                                                  | Doanh thu              |
| ---- | --------------------------------------------- | --------------- | --------------- | --------------- | --------------- | --------------- | --------------- | --------------- | --------------- | --------------- | --------------- | ------------------------------------------------------------------------------------------- | ---------------------- |
| 1984 | Selena Y Los Dinos - Ngày 14 tháng 7 năm 1984 |                 |                 |                 |                 |                 |                 |                 |                 |                 |                 |                                                                                             |                        |
| 1986 | Alpha - Ngày 11 tháng 6 năm 1986              |                 |                 |                 |                 |                 |                 |                 |                 |                 |                 |                                                                                             |                        |
| 1987 | Munequito De Trapo - Ngày 29 tháng 6 năm 1987 |                 |                 |                 |                 |                 |                 |                 |                 |                 |                 |                                                                                             |                        |
| 1987 | And The Winner Is... - 26 tháng năm 1987      |                 |                 |                 |                 |                 |                 |                 |                 |                 |                 |                                                                                             |                        |
| 1988 | Preciosa - Ngày 10 tháng 10 năm 1988          |                 |                 |                 |                 |                 |                 |                 |                 |                 |                 |                                                                                             |                        |
| 1988 | Dulce Amor - Ngày 24 Tháng 12 1988            |                 |                 |                 |                 |                 |                 |                 |                 |                 |                 |                                                                                             |                        |
| 1989 | Selena - Ngày 16 Tháng Mười 1989              |                 |                 |                 |                 |                 |                 |                 |                 |                 |                 |                                                                                             |                        |
| 1990 | Ven Conmigo - 06 tháng 10 năm 1990            | Gold            |                 |                 |                 |                 |                 |                 |                 |                 |                 | - RIAA: Gold - discography\|Gold                                                            | - Worldwide: 500.000   |
| 1992 | Entre A Mi Mundo - 06 tháng 5 năm 1992        | 97              |                 |                 |                 |                 |                 |                 |                 |                 |                 | - RIAA: 3X Platinum - discography\|Platinum                                                 | - Worldwide: 3.000.000 |
| 1993 | Selena Live! - 8 tháng năm 1993               | 79              |                 |                 |                 |                 |                 |                 |                 |                 |                 | - RIAA:Platinum - discography\|Platinum                                                     | - Worldwide: 1.000.000 |
| 1994 | Amor Prohibido - 23 Tháng 3 năm 1994          |                 |                 |                 |                 |                 |                 |                 |                 |                 |                 | - RIAA:2x Platinum - discography\|Platinum - Worldwide: 22.000.000 - U.S.A Sales: 5.000.000 |                        |
| 1995 | Dreaming of You - 18 Tháng 7 năm 1995         | 1               | 1               | 3x Platinum     | Gold            |                 |                 |                 | Gold            |                 |                 | - RIAA:4x Platinum - discography\|Platinum - Worldwide: 16.000.000 - U.S.A Sales: 6.000.000 |                        |

### Album khác 1990-1994
| Năm                                     | Album                                       | Vị trí cao nhất | Vị trí cao nhất | Vị trí cao nhất | Vị trí cao nhất | Vị trí cao nhất | Vị trí cao nhất | Vị trí cao nhất | Vị trí cao nhất | Vị trí cao nhất | Vị trí cao nhất | Chứng nhận | Doanh thu                         |
| Năm                                     | Album                                       | U.S.            | CAN             | AUS             | UK              | FRA             | GER             | IRE             | NZ              | ITA             | JAP             | Chứng nhận | Doanh thu                         |
| --------------------------------------- | ------------------------------------------- | --------------- | --------------- | --------------- | --------------- | --------------- | --------------- | --------------- | --------------- | --------------- | --------------- | ---------- | --------------------------------- |
| 1990                                    | Mis Primeros Exitos - 03 tháng 3 năm 1990   |                 |                 |                 |                 |                 |                 |                 |                 |                 |                 |            |                                   |
| - Worldwide: 22.000                     |                                             |                 |                 |                 |                 |                 |                 |                 |                 |                 |                 |            |                                   |
| 1990                                    | Personal Best - 25 tháng 8 năm 1990         |                 | —               | —               |                 |                 | —               | —               | —               |                 | —               |            | - Worldwide: 50.000 - U.S: 45.000 |
| U.S.                                    | CAN                                         | AUS             | UK              | FRA             | GER             | IRE             | NZ              | ITA             | JAP             |                 |                 |            |                                   |
| 1993                                    | 17 Super Exitos - Ngày 18 Tháng 10 Năm 1993 |                 |                 |                 |                 |                 |                 |                 |                 |                 |                 |            |                                   |
| - Worldwide: 6.000.000 - U.S: 500.000   |                                             |                 |                 |                 |                 |                 |                 |                 |                 |                 |                 |            |                                   |
| 1994                                    | 12 Super Exitos - Ngày 18 Tháng Mười 1994   |                 | —               | —               |                 |                 | —               | —               | —               |                 | —               |            |                                   |
| - Worldwide: 2.000.000 - U.S: 80.000    |                                             |                 |                 |                 |                 |                 |                 |                 |                 |                 |                 |            |                                   |
| 1995                                    | Las Reinas del Pueblo - 14 tháng 4 năm 1995 |                 |                 |                 |                 |                 |                 |                 |                 |                 |                 |            |                                   |
| - Worldwide: 5.000.000                  |                                             |                 |                 |                 |                 |                 |                 |                 |                 |                 |                 |            |                                   |
| 1995                                    | Grandes Exitos - 1995                       |                 | —               | —               |                 |                 | —               | —               | —               |                 | —               |            |                                   |
| - Worldwide: 2.200.000 - U.S: 1.200.000 |                                             |                 |                 |                 |                 |                 |                 |                 |                 |                 |                 |            |                                   |

### Đĩa đơn
- 1982: "Se Acabo Aquel Amor" (Selena y Los Dinos)
- 1982: "Ya Se Va" (Selena y Los Dinos)
- 1983: "Tres Veces No" (Selena y Los Dinos)
- 1983: "Encontre El Amor"
- 1983: "Soy Feliz"
- 1983: "Se Me Hace"
- 1983: "Estoy Contigo"
- 1984: "Dejame Volar"
- 1984: "La Tracalera"
- 1984: "Escribeme"
- 1984: "Aunque No Salga El Sol"
- 1985: "Oh Mama"
- 1985: "Un Primer Amor"
- 1986: "Dame Un Beso" (Alpha)
- 1986: "Con Esta Copa" (Aplha)
- 1986: "Dame Tu Amor" (Alpha)
- 1987: "A Million to One" (Munequito De Trapo)
- 1987: "Munequito de Trapo" (Munequito de Trapo)
- 1987: "Yo Te Dare" (And The Winner Is...)
- 1987: "Acuredate De Mi" (And The Winner Is...)
- 1987: "Enamorada De Ti" (And The Winner Is...)
- 1987: "La Bamba" (And The Winner Is...)
- 1987: "Tu No Sabes" (And The Winner Is...)
- 1988: "Terco Corazon" (Preciosa)
- 1988: "Quiero" (Preciosa)
- 1988: "Yo Fui Aquella" (Preciosa)
- 1988: "Como Quisiera" (Preciosa)
- 1988: "Ducle Amor" (Dulce Amor)
- 1988: "Que" (Dulce Amor)
- 1988: "Always Mine" (Dulce Amor)
- 1988: "Carino, Carino Mio" (Dulce Amor)
- 1989: "Contigo Quiero Estar" (Selena)
- 1989: "Mentiras" (Selena)
- 1989: "Amame, Quiereme" (Selena)
- 1989: "Sukiyaki" (Selena)
- 1989: "Besitos" (Selena)
- 1989: "Baila Esta Cumbia" (Ven Conmigo)
- 1989: "Enamorada De Ti" (Ven Conmigo)
- 1989: "Ya Ves" (Ven Conmigo)
- 1989: "La Tracalera" (Ven Conmigo)
- 1989: "Aunque No Salga El Sol" (Ven Conmigo)
- 1991: "Buenos Amigos" (Entre A Mi Mundo)
- 1992: "Como La Flor" (Entre A Mi Mundo)
- 1992: "La Caracha" (Entre A Mi Mundo)
- 1992: "¿Qué Creias?" (Entre A Mi Mundo)
- 1992: "Amame" (Entre A Mi Mundo)
- 1993: "No Debes Jugar" (Live!)
- 1993: "La Llamada" (Live!)
- 1993: "Tu Robaste Mi Corazon" (Live!)
- 1994: "Dondequiera Que Estes" (Amor Prohibido)
- 1994: "Amor Prohibido" (Amor Prohibido)
- 1994: "Bidi Bidi Bom Bom" (Amor Prohibido)
- 1994: "No Me Queda Mas" (Amor Prohibido)
- 1994: "El Chico Del Apartmento 512 (Amor Prohibido)
- 1994: "Fotos Y Recuredos" (Amor Prohibido)
- 1994: "Si Una Vez" (Amor Prohibido)
- 1995: "I Could Fall in Love" (Dreaming of You)
- 1995: "Tu, Solo Tu" (Dreaming of You)
- 1995: "Dreaming of You" (Dreaming of You)
- 1995: "Techno Cumbia" (Dreaming of You)
- 1995: "I'm Getting Used To You" (Dreaming of You)
- 1995: "El Toro Relajo" (Dreaming of You)
- 1996: "Siempre Hace Frio" (Siempre Selena)
- 1996: "Costumbres" (Siempre Selena)
- 1996: "No Quiero Saber" (Siempre Selena)
- 1996: "A Boy Like That" (Songs of West Side Story)
- 1997: "Disco Medley" (Soundtrack)
- 1997: "Is It The Beat?" (Soundtrack)
- 1997: "Where Did The Feeling Go?" (Soundtrack)
- 1997: "Vivars Selena" (Soundtrack)
- 2002: "Con Tanto Amor" (Ones)
- 2004: "Puede Ser" (Momentos Intimos)
- 2004: "Como Te Quiero Yo A Ti" (Momentos Intimos)
- 2005: "No Llores Mas Corazon" (Momentos Intimos)
- 2005: "Baila Esta Cumbia (Remix)" (Duetos)

## DVD
- 2000 (All My Hits/Videos)
- 2001 (Live!, The Last Concert)
- 2003 (Greatest Hits)
- 2007 (Dos Hisorias/Videos)

## Video nhạc
- 1992: "Buenos Amigos" (Song ca với Alavo Torress)
- 1992: "La Caracha"
- 1993: "No Debes Jugar"
- 1993: "La Llamada"
- 1994: "Dondequiera Que Estes" (Song ca với Barrio Boyzz)
- 1994: "Amor Prohibido"
- 1994: "Bidi Bidi Bom Bom"
- 1994: "No Me Queda Mas"
- 1995: "I Could Fall in Love"
- 1995: "Dreaming of You"
- 1995: "Tu, Solo Tu"
- 1995: "Techno Cumbia"
- 1995: "El Toro Relajo"
- 1996: "No Quiero Saber"
- 1996: "Siempre Hace Frio" (Jennifer Lopez là đặc trưng khác như Selena)
- 1996: "A Boy Like That"
- 1997: "Vivars Selena"
- 1998: "Missing My Baby"
- 2005: "Baila Esta Cumbia (Remix)"

## Tours
- Ven Conmigo Live Tour (1990-1992)
- Entre A Mi Mundo Tour (1992-1993)
- Live! Tour (1993-1994)
- Amor Prohibido Tour (1994-1995)